# 南岭野靛棵
南岭野靛果（学名：Mananthes leptostachya）为爵床科野靛棵属的植物，是中国的特有植物。分布于中国大陆的广东、广西、湖南等地，目前尚未由人工引种栽培。